# Въстание от 11 септември 1922 година
Въстанието от 11 септември 1922 година (на гръцки: Επανάσταση της 11ης Σεπτεμβρίου 1922) бележи началото на т. нар. и известна гръцка национална малоазийска катастрофа.
На 8 септември 1922 година гръцката армия напуска столицата на елинизма в Азия – Смирна. На 9 септември 1922 година в града влиза турският авангард.
На 11 септември 1922 година избухва въстанието начело на което застават полковниците Николаос Пластирас и Стилианос Гонатас. Сформиран е „революционен комитет“, който изисква абдикацията на краля и оставка на монархическото правителство, ведно със съд за виновниците за националната и военната катастрофа. Превратът е подкрепен от венизелиста Теодорос Пангалос. Въстаниците са две категории недоволни от властта и управлението гръцки военнослужещи в Мала Азия, а именно републиканци и венизелисти. 
Сформира се военен трибунал завършил с така известния процес на шестимата. На 15 ноември 1922 г. шестимата са екзекутирани като жертвен козел заради краха на гръцкия национализъм и въобще на Мегали идея. Други трима са осъдени на затвор, като сред тях е принц Андрей Гръцки и Датски, баща на Филип, херцог на Единбург. 
На 13 септември 1922 година на кораб в Лаврион обявява абдикацията си крал Константинос I. Установява се Втора гръцка република.